# Environmentální filozofie
Environmentální filozofie je obor filozofie, který se zabývá přírodním prostředím a místem lidí v něm. Klade si zásadní otázky týkající se vztahů člověka a životního prostředí, například „Co máme na mysli, když mluvíme o přírodě?“; „Jakou hodnotu má přírodní, tedy lidmi nepřetvořené prostředí pro nás nebo samo o sobě?“; „Jak bychom měli reagovat na environmentální výzvy, jako je degradace životního prostředí, znečištění a změna klimatu?“; „Jak můžeme nejlépe pochopit vztah mezi světem přírody a lidskou technologií a rozvojem?“ a „Jaké je naše místo ve světě přírody?“. Environmentální filozofie zahrnuje environmentální etiku, environmentální estetiku, ekofeminismus, environmentální hermeneutiku a environmentální teologii. Mezi hlavní oblasti zájmu environmentálních filosofů patří například:
- Definování životního prostředí a přírody
- Jak si vážit životního prostředí
- Morální status zvířat a rostlin
- Ohrožené druhy
- Environmentalismus a hlubinná ekologie
- Estetická hodnota přírody
- Vnitřní hodnota
- Divočina
- Obnova přírody
- Ohled na budoucí generace
- Ekofenomenologie

## Současné problémy
K současným otázkám environmentální filozofie patří mimo jiné problémy environmentálního aktivismu, otázky vědy a techniky, environmentální spravedlnost a změna klimatu. Patří sem otázky spojené s čerpáním omezených zdrojů a dalšími škodlivými a trvalými vlivy, kterými lidé životní prostředí zatěžují, a také etické a praktické problémy, které zvedá filozofie a praxe ochrany, obnovy a politiky životního prostředí obecně. Moderní environmentální filozofové se ptají: „Mají řeky práva?“. Environmentální filozofie se zároveň zabývá tím, jakou hodnotu lidé přikládají různým druhům environmentálních zkušeností, zejména jak zkušenosti v lidmi netvořeném prostředí nebo v jeho blízkosti kontrastují se zkušenostmi městskými nebo industrializovanými a jak se liší v různých kulturách, přičemž velká pozornost je věnována domorodým obyvatelům.